# 공광
공광(孔光, 기원전 65년 ~ 기원후 5년)은 전한 말의 학자이자 정치가로, 자는 자하(子夏)이다. 한나라의 제도 및 법령에 밝아 어사대부와 승상을 두 번 역임하였다.

## 생애
공자의 14대 손이며 공패(孔覇)의 아들이다. 경서에 밝았으며 스무 살도 되지 않아 천거되어 의랑(議郎)이 되었다. 광록훈 광형이 그를 방정(方正)으로 천거하였으며, 간대부(諫大夫)가 되었다가 의론에 맞지 않는다는 이유로 홍장(虹長)으로 좌천되었고, 사직하고 고향으로 돌아와 사람들에게 경서를 가르쳤다. 성제가 즉위하고 다시 추천되어 박사가 되었고, 원통하게 죄를 입은 사람들이나 각지의 풍속을 시찰하고 유민에게 베푸는 사자의 역할을 완수하지는 못하였으나, 이름을 얻었다. 공광이 상서(尙書)가 되어 성제는 그를 특별히 신뢰하였고 상서복야(尚書僕射)·상서령(尙書令)으로 승진하였다. 제리광록대부급사중(諸吏光錄大夫給事中)으로 승진하고 영상서사(領尙書事)가 되었다. 후에 영상서사·급사중으로써 광록훈이 되었다.
황제의 질문에 대해서도 말로 영합하지 않고 경서에 근거를 두고 대답하였으며, 따르지 않는 것이 있어도 강하게 간쟁하는 일이 없었다. 또한 누군가를 천거할 때도 자신이 했다고 알려지는 것을 두려워하였다. 휴가 때에 가족과 이야기하고 있을 때도 정치에 대한 것은 입에 담지 않았으며 조정의 일은 어떠한 사소한 일이라 해도 누설시키지 않았다고 한다. 이는 문목(問木)이라는 고사의 유래가 되었다.
영시 2년(기원전 15년) 적방진을 대신해 어사대부로 승진하였다. 수화 연간에 후사가 없던 성제가 자신의 동생인 중산효왕과 조카인 정도왕 유흔 가운데 후계자를 결정하려 할 때, 승상 적방진·대사마표기장군 왕근·우장군 염포·후장군 주박과 공광을 불러 그들과 상담하였다. 모두 유흔을 지지하였으나 공광만은 중산효왕을 지지하였으며, 성제가 유흔을 후계자로 선택하면서 공광은 의론이 그의 뜻에 맞지 않았다는 이유로 정위로 좌천되었다.
공광은 정위로써 법령에 밝았고 공평하다는 평판을 받았다. 순우장의 사건에 연좌되어 염포·주박이 파면되고, 그들을 대신해 공광이 좌장군이 되었다. 수화 2년(기원전 7년)에 적방진이 자결하고 공광이 적방진의 후임으로써 신임 승상으로 선택되었다. 취임 의식의 준비가 모두 갖추어지고 인수(印綬)를 받기만 하면 되는 때에 성제가 급서하는 바람에 그날 밤 성제의 시신 앞에서 승상·박산후(博山侯)의 인수를 받아야 했다.
황태자로 세워졌던 유흔이 황제로 즉위한 뒤(애제), 검약을 몸소 실천하였고 황제 자신이 정무를 맡았다. 그러나 애제의 할머니 부태후(傅太后)에게 종종 위협을 받았으며, 황태후의 칭호를 얻으려는 부태후에게 대사공 사단과 함께 반대하였으나 사단은 파면되고 부태후와 물밑에서 연계하고 있던 주박이 취임하였으며, 공광은 참언으로 인해 열후의 작을 빼앗기고 파면되었다. 공광은 집으로 돌아가 문을 닫았다.
후임 승상 주박이 죄를 얻어 자결하고 다음 승상이 된 평당은 곧 병으로 사망하였다. 그 다음 왕가는 애제와 대립하였다. 어느 쪽도 공광에는 미치지 못한다는 평을 들었고, 애제 역시 그렇게 생각하였다.
원수 원년(기원전 2년) 정월 초하루에 일식이 있었는데, 열흘 정도 지나서 부태후가 사망하였다. 이에 공광이 소환되어 일식에 대해 묻는 애제에게 공광은 이러한 재이를 교훈삼아 더욱 정무에 힘써야 한다고 진언하였고, 애제는 기뻐하며 공광을 광록대부·급사중으로 삼았다. 그로부터 한 달도 안 되어 승상 왕가가 옥사하고 어사대부 가연도 파면되어, 공광이 다시금 어사대부가 되었고 이어 승상으로 복귀, 박산후에 봉해졌다.
이듬해인 원수 2년(기원전 1년)에 삼공의 관직을 정하고, 승상에서 대사도(大司徒)로 개칭되었다. 그 직후에 애제가 서거하고 태황태후(太皇太后) 왕정군과 왕망에 의해 중산왕이 황제로 추대되어(평제) 정치는 왕망에게 넘겨졌다. 왕망은 태후 왕씨가 공광을 존경하고 있음을 알고 자신이 공격하고자 하는 자가 있으면 공광에게 이러한 상주를 할 것을 시사하곤 하였다. 왕망의 권력이 나날이 강성해지는 것을 보고 공광은 사직을 청하였으나 왕망은 태후 왕씨에게 황제의 나이가 어려 스승이 필요하다고 아뢰었고, 공광은 태부로 취임되고 급사중이 되어 금중의 숙위나 문호(門戸)를 관할하였다. 원시 원년(1년)에는 태사로 승진되고 왕망은 태부가 되었다. 공광은 평소에 병이라 칭하였고 왕망과 한 자리에 나란히 있지 않았다. 왕망은 공광에게 자신의 덕을 기리고 재형(宰衡)으로 삼아줄 것을 상주하도록 시사하였고 공광은 두려워 사직을 청하였다. 그러나 왕태후는 이를 받아들이지 않고 잡아두었다.
공광은 원시 5년(5년)에 일흔의 나이로 사망하였다. 공광의 장례는 왕봉과 동등하게 하였으며, 간열후(簡烈侯)라는 시호를 받았다. 박산후(博山侯)는 그의 아들 공방(孔放)이 이었다.
| 전임 신경기 | 전한의 광록훈 기원전 15년 | 후임 한훈 |

| 전임 적방진 | 전한의 어사대부 기원전 15년 11월 임자일 ~ 기원전 8년 | 후임 하무 |

| 전임 하무 | 전한의 정위 기원전 8년 | 후임 방진 |

| 전임 적방진 | 전한의 승상 기원전 7년 3월 병술일 ~ 기원전 5년 4월 을미일 | 후임 주박 |

| 전임 가연 | 전한의 어사대부 기원전 2년 5월 을묘일 ~ 기원전 2년 7월 병오일 | 후임 하무 |

| 전임 왕가 | 전한의 승상 기원전 2년 7월 병오일 ~ 기원전 1년 5월 갑자일 | 후임 하무 |

| 전임 - | 전한의 대사도 기원전 1년 5월 갑자일 ~ 기원전 1년 9월 신유일 | 후임 마궁 |

| 전임 - | 전한의 태부 기원전 1년 9월 신유일 ~ 기원후 1년 2월 병진일 | 후임 왕망 |

| 전임 - | 전한의 태사 1년 2월 병진일 ~ 5년 4월 을미일 | 후임 마궁 |